# Johann Friedrich Schubert
Johann Friedrich Schubert (* 17. Dezember 1769 in Rudolstadt; † 13. Oktober 1811 in Mülheim am Rhein) war ein deutscher Geiger und Komponist.

## Leben
Schubert ging zunächst bei dem Stadtmusiker Hesse in Frankenhausen in die Lehre. Später setzte er seine Ausbildung bei Christian Hieronimus Krause in Sondershausen fort. Auf Empfehlung Ernst Ludwig Gerbers wirkte er bei den dortigen wöchentlichen Hofkonzerten mit. Er schloss sich vermutlich 1791 als zweiter Violinist dem Orchester von Conrad Carl Casimir Döbbelins Theatertruppe an. Einige Zeit später wurde er Musikdirektor des Orchesters. Ab 1801 wirkte er als Musikdirektor am Theater in Glogau. Ab 1804 hatte er dieselbe Funktion bei der Witterschen Schauspielergesellschaft inne. Darauf ging er nach Mühlheim, wo er die Konzerte der Kölner Kaufmannschaft leitete.

## Werke (Auswahl)

### Musikalische Kompositionen
- Die nächtliche Erscheinung, Oper in zwei Akten, Stettin, 1798
- Macht uns gleich der Schmerz oft bange für Singstimme und Orchester, un Air avec accompagnement de deux violons, deux cors, deux hautbois, alto et basse, um 1800, Zuordnung zweifelhaft RISM ID: 450017289
- Misero pargoletto  für Sopran und Orchester, un Air avec l'accompagnement de deux violons, deux hautbois, deux cors, deux fagotts obl., viola & basse, um 1800, Zuordnung zweifelhaft RISM ID: 450000553 I Recitativo – I lasci dove sono II Air   – Misero pargoletto
- Trois Duos [Drei Duos] für zwei Violinen op. 1,  Breitkopf & Härtel, Leipzig, 1804 I c-moll II D-Dur III A-Dur RISM ID: 991004683
- Trois Duos [Drei Duos] für zwei Violinen op. 2,  Breitkopf & Härtel, Leipzig, 1804 I C-Dur II G-Dur III D-Dur RISM ID: 991004036
- 24 Petit Pieces [Kleine Stücke] für Klavier op. 3, Breitkopf & Härtel, Leipzig, 1806 RISM ID: 991004687
- Konzert für Oboe (oder Klarinette) und Fagott und zwei Flöten, zwei Klarinetten, zwei Hörner, Fagott und Streicher op. 4, Ambrosius Kühnel, Leipzig, 1807 RISM ID: 991004685 Eingespielt vom Klarinettisten Dieter Klöcker, dem Fagottisten Karl-Otto Hartmann und dem Suk-Kammerorchester Prag unter der Leitung von Petr Škvor im 1989 in Prag, veröffentlicht auf der CD Schubert & von Winter – Konzerte für Klarinette und Fagott beim Label  Musikproduktion Dabringhaus und Grimm
- Die Sehnsucht für Singstimme und Klavier, Text: Friedrich Schiller, Incipit:  Ach aus dieses Thales Gründen RISM ID: 550450328
- Mein Vögelchen und ich für Singstimme und Klavier, Text: Johann Wilhelm Ludwig Gleim RISM ID: 455025402

### Schriften
- Über den mechanischen Bau der Violin
- Vorschläge zur Verbesserung des Kontraviolons
- Neue Singe-Schule oder gründliche und vollständige Anweisung zur Singkunst in drey Abtheilungen mit hinlänglichen Übungsstücken, Breitkopf & Härtel, Leipzig, 1804 RISM ID: 991004686 (Digitalisat beim Münchener Digitalisierungszentrum (MDZ) der Bayerischen Staatsbibliothek München)